# نئومنیا
نئومنیا (نام علمی: Neomenia) نام یک سرده از رده شیارشکمان است.